# 弗兰克·帕克
弗兰克·帕克（英語：Frank Parker，1916年1月31日—1997年7月24日），美国男子网球运动员。他曾获得法国网球公开赛男子单打冠军、男子双打冠军、温布尔登网球锦标赛男子双打冠军、美国网球公开赛男子单打冠军、男子双打冠军。